# ほのかLv.アップ!
『ほのかLv.アップ!』は、「月刊電撃コミックガオ!」（メディアワークス発行）で2005年10月号から2008年4月号まで連載していた太田顕喜原作、MATSUDA98作画の漫画作品である。単行本は電撃コミックス（アスキー・メディアワークス発行）より全4巻刊行。

## あらすじ
お嬢様学校に通うごく一般的な女子高生、志賀穂乃歌はひょんなことから叔父の隆一が経営するゲーム会社「ゼロフレーム」でキャラクターデザインのアルバイトをする事になる。しかし、穂乃歌はゲームをプレイしたことがほとんど無い。何も知らない、何も分からないゲーム業界で彼女はキャラクターデザインとして成長していく。

## 登場人物

### 主人公とその家族
志賀 穂乃歌（しが ほのか）
私立聖慎女学院一年生。16歳、150cm、A型。ゼロフレームではキャラクターデザイナーをしている。有名なお嬢様学校に幼稚舎から通う、それなりに良家の一人娘。両親ともに医者で、父親は海外医療活動中で家には居ない。幼い頃から絵を描くのが好きで、学校での進路希望調査で将来何になろうか迷っていたとき、叔父に誘われてゲーム会社のアルバイトをする事になる。バイトをするまでゲームをプレイしたことが無く、ゲームやサブカルチャーの知識はほとんど皆無。
神立 隆一（かんだつ りゅういち）
穂乃歌の叔父（母の弟）、ゼロフレームのディレクター。31歳、178cm、B型。大手ゲームメーカー・キュービックスの元社員で、その頃はカルト的人気のあったディレクターだった。しかし、キュービックスの大作主義について行けず、独立退社し、元部下たちとゼロフレームを設立。姪の穂乃歌をゼロフレームにつれて来た張本人。
志賀 都（しが みやこ）
穂乃歌の母、歯科医。36歳、158cm、O型。神立の実姉にあたる。竹を割ったような性格で、何事もはっきりと言うバイタリティあふれた性格。穂乃歌のアルバイトに関しては温かい目で見守っている。

### ゼロフレーム社員
蓼科 紗希（たてしな さき）
ゼロフレームのグラフィッカー。20歳、157cm、A型。学生時代から同人活動をしており、その筋では有名な同人作家らしい。
白馬 巧（はくば たくみ）
ゼロフレームのグラフィッカーチーフ。29歳、174cm、A型。銃器マニアで常にモデルガンを持ち歩いている。
谷川 茉莉（たにかわ まり）
ゼロフレームの広報。23歳、163cm、AB型。可憐な容姿とは裏腹に、いい加減な性格で酒豪。隆一曰く遊び人。
野沢 雄（のざわ たけし）
ゼロフレームのプランナー。28歳、169cm、A型。隆一の片腕として有能に仕事をこなすが、微妙に影が薄い。
那須 一美（なす ひとみ）
ゼロフレームのグラフィッカー。25歳、144cm、B型。童顔で背が低い為、補導されかけた事も。大食い。
尾瀬 貴之（おぜ たかゆき）
ゼロフレームのグラフィッカー。26歳、178cm、A型。萌え系同人作家、イラストレーターとしても活動している。
玉原 美里（たんばら みさと）
ゼロフレームのコンポーザー。31歳、167cm、O型。隆一とはキュービック時代の同期だった。社内で、隆一と対等（以上）に会話できる数少ない人物。
赤倉 史緒（あかくら ふみお）
ゼロフレームのプランナー。24歳、159cm、A型。企画屋としては新人だが、実年齢より年上に見られるほどしっかりとした性格。
車山 幹彦（くるまやま みきひこ）
ゼロフレームのプログラマーチーフ。30歳、174cm、O型。寡黙な兄貴分である。
戸狩 清香（とがり さやか）
ゼロフレームのマネージャー。32歳、163cm、B型。会社の経営を任されている。ちなみに既婚者で、社員では唯一4歳の子供がいる。
斑尾 慶一（まだらお けいいち）
ゼロフレームの社長。34歳、180cm、B型。社長ではあるが本業はアパレル関係の輸入業。ゲーム製作に関しては特に口出しせず、会社が危機に陥った際に現れる。
大山
ゼロフレームのプログラマー。穂乃香より後に入社した新人。

### 聖慎女学院
水上 結花（みなかみ ゆうか）
私立聖慎女学院高校一年生。16歳、154cm、B型。穂乃歌とは中等部からの付き合いの友だち。サブカルチャー（特に漫画、アニメ、ゲーム）に詳しいオタク少女。弟が居る。
丸沼 衣璃（まるぬま えり）
私立聖慎女学院高校一年生。16歳、166cm、A型。穂乃歌たちのクラス委員長。その端麗な容姿や態度から、同級生からは『憧れの君』視されている。姉がおり、幼少の頃はその姉に自分の描いた漫画を見せる事が楽しみだった。姉が嫁いだ後は友人たちに見せていたが、ある出来事を境に自分が漫画を描いている事を表に出さなくなった。穂乃歌や結花と交流を深めていく内に、同人誌即売会という舞台を得て、漫画描きを再開した。
川場 芙美（かわば ふみ）
私立聖慎女学院高校の国語教師。25歳、162cm、B型。穂乃歌たちの担任。教鞭を常備しており、校風を乱す生徒に制裁を食らわしているが、普段は温厚。
箕輪 加奈恵（みのわ かなえ）
私立聖慎女学院高校一年生。16歳、162cm、A型。穂乃歌たちのクラスメート。資産家の令嬢で、活発な性格。
宇奈月 朋香（うなづき ともか）
私立聖慎女学院高校一年生。16歳、155cm、AB型。穂乃歌たちのクラスメート。おっとりした性格。家は老舗の和菓子屋で、「ともか」という和菓子も売られている。

### サブカル業界の人々
湯沢 茜（ゆざわ あかね）
私立神楽坂女子学園高等科二年。声優、17歳、168cm、O型。勝手にゼロフレームに出入りしている女子高生。劇団出身で芸歴も長いが、声優としてはまだまだ新人。隆一がディレクターを務めたゲームで声優デビューをした際、隆一と知り合いになる。
緒乃 拓美（おの ひろみ／PN：おの たくみ）
フリーのイラストレーター。28歳、157cm、AB型。以前はゲーム会社でドッターをしていたが、独立してフリーのイラストレーターになる。名前のせいでよく男性に間違えられるが、女性である。因みに左利き。
雫石 修吾（しずくいし しょうご）
フリーのシナリオライター。31歳、175cm、B型。隆一、美里とはキュービックス時代の同期だった。メイドスキー。
中里 優輔（なかざと ゆうすけ）
私立港諒学園高等部一年、声優。16歳、169cm、O型。茜の事務所の後輩に当たる。また幼稚園は聖慎だったため、穂乃歌とも知り合いである。幼い頃から子役のモデルをしていた。
柳屋 真弥（やなぎや まや）
声優。20歳、159cm、B型。上京後、養成所を出て声優になったばかり。まだ新人なので、いくつかのアルバイトを掛け持っている。
飯綱 博（いいづな ひろし）
キュービックスのディレクター。31歳、169cm、A型。キザな口調が特徴。同期だった隆一たちの退社後は、隆一の「クリスタルテイル」シリーズを持つ事となった。隆一がキュービックスを抜けた事はあまり快く思っていないが、風当たりの強い隆一の事を気遣う一面もある。
一ノ瀬 帆布夏（いちのせ ほのか）
小学生。ゼロフレームが完成させた「ルーンクロニクル」のファン。将来穂乃歌たちと邂逅する事が仄めかされている。

## 劇中イラスト
劇中イラストとして多くのイラストレーターがイラストを提供している。
- いぬぶろ
- カロリー
- さくら小春
- しろー
- 皆川史生
- 桜沢いづみ
- 寺田努
- 純珪一
- 松竜
- 森山大輔
- 瀧宮一隆
- 中央東口

## 単行本
1. 2006年7月15日発行：ISBN 4-8402-3506-6
2. 2007年3月15日発行：ISBN 978-4-8402-3789-5
3. 2007年11月15日発行：ISBN 978-4-8402-4128-1
4. 2008年7月26日発行：ISBN 978-4-04-867150-7